# Bisdom Ilorin
Het bisdom Ilorin (Latijn: Dioecesis Ilorinensis) is een rooms-katholiek bisdom met als zetel Ilorin, de hoofdstad van de staat Kwara in Nigeria. Het bisdom is suffragaan aan het aartsbisdom Ibadan.

## Geschiedenis
Het bisdom werd opgericht op 20 januari 1960, uit het bisdom Ondo, als de apostolische prefectuur Ilorin. Op 29 mei 1969 werd het verheven tot een bisdom. Van 1943 tot 1950 had het bisdom Ondo de naam apostolisch vicariaat Ondo-Ilorin. 
Op 15 december 1995 verloor het gebied bij de oprichting van de apostolische prefectuur Kontagora.
In 2009 wisselde het van de kerkprovincie Kaduna naar de kerkprovincie Ibadan. 

## Parochies
In 2019 telde het bisdom 30 parochies. Het bisdom had in 2019 een oppervlakte van 33.789 km2 en telde 2.905.500	 inwoners waarvan 1,0% rooms-katholiek was.

## Bisschoppen
- William Mahony (6 december 1960 - 20 oktober 1984)
- John Olorunfemi Onaiyekan (20 oktober 1984 - 7 juli 1990; hulpbisschop sinds 10 september 1982)
- Ayo-Maria Atoyebi (6 maart 1992 - 11 juni 2019)
- Paul Adegboyega Olawoore (11 juni 2019 - 1 januari 2022)

Ibadan (aartsbisdom) · Ekiti · Ilorin · Ondo · Osogbo · Oyo